# Discocapnos
Discocapnos es un género de alrededor de dos especies  de plantas pertenecientes a la subfamilia Fumarioideae antigua familia Fumariaceae.

## Especies
- Discocapnos dregei Hutch.
- Discocapnos mundtii Cham. & Schltdl.